# Muiralevu curvispinosa
Muiralevu curvispinosa är en insektsart som beskrevs av Van Stalle 1984. Muiralevu curvispinosa ingår i släktet Muiralevu och familjen Derbidae. Inga underarter finns listade i Catalogue of Life.